# Substancja P
Substancja P – neuropeptyd syntezowany i uwalniany z włókien nerwowych peptydergicznych. Występuje zarówno w ośrodkowym układzie nerwowym jak i częściach obwodowych układu nerwowego.
Odpowiada za rozszerzenie naczyń krwionośnych (działanie bezpośrednie lub pośrednie poprzez histaminę uwolnioną z komórek tucznych – mastocytów), wzrost przepuszczalności śródbłonka naczyń (i wynaczynianie).
Uczestniczy w angiogenezie. Jest mitogenem dla wielu komórek układu odpornościowego. Aktywuje makrofagi do produkcji takich cytokin, jak interleukina 1 oraz TNF-α. Została odkryta w 1931 roku.